# Microrégion de São Mateus do Sul
La microrégion de São Mateus do Sul est l'une des quatre microrégions qui subdivisent le sud-est de l'État du Paraná au Brésil.
Elle comporte 3 municipalités qui regroupaient 58 761 habitants en 2006 pour une superficie totale de 2 533 km².

## Municipalités[1]
- Antônio Olinto
- São João do Triunfo
- São Mateus do Sul